# Андаманцы

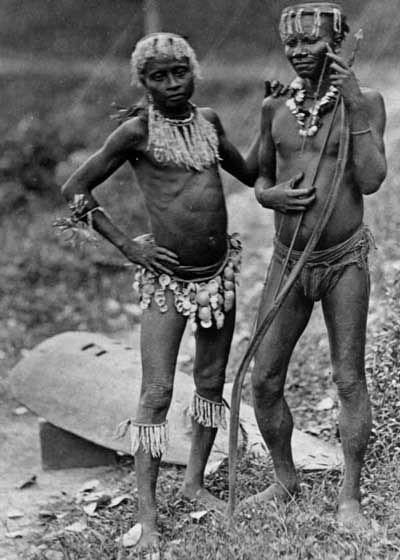
Андаманцы, 1875 г.

Андаманцы — коренные жители Андаманских островов. Сейчас насчитывается 200—300 человек племени джарава и около 100 человек племени онге, а также около 50 больших андаманцев. На острове Северный Сентинел обитают сентинельцы, избегающие контактов, точная численность их неизвестна. Джарава также в основном избегают контактов с внешним миром. Правительство Индии включило андаманцев в список официально зарегистрированных племён и способствует самоизоляции аборигенов.

## Область расселения
Андаманцы населяют в настоящее время внутренние участки Андаманских островов и небольшой остров Северный Сентинел. Часть их после завоевания независимости Индией переселена на остров Стрэйт. Политически острова входят в состав Индии, географически ближе к Мьянме, расположены между 10 и 15 градусами с. ш. Сюда входят острова Северный Андаман, Средний Андаман, Южный Андаман, Малый Андаман, Ратлэнд и другие мелкие острова.

## Происхождение
Существовала гипотеза, что андаманцы — потомки африканских рабов, потерпевших кораблекрушение при транспортировке их португальцами. Сейчас установлено, что это остатки древнего автохтонного населения Азии, родственные семангам и аэта. Их расовый тип также сравним с типом африканских пигмеев, так как их рост очень низок, — 4 фута 10 дюймов (1,43 м) у мужчин, и ещё меньше у женщин. Цвет кожи варьируется от чёрного до красно-коричневого (у онге). Генетические исследования показали, что андаманцы отделились от остальных народов около 30 000 лет назад, также подтвердили, что андаманцы являются наиболее древними сохранившимися генетическими потомками первой волны расселения людей из Африки в Южную Азию.

## История
Завоевание островов Англией в конце XVIII века и последующая колонизация вызвали эпидемии и быстрое вымирание аборигенов. Англичане застали здесь 13 племён общей численностью около 3500 человек. В начале XX в. их оставалось только 625 человек. До прихода европейцев острова привлекали многих авантюристов, арабских работорговцев, малайских и китайских пиратов, но они опасались заходить вглубь островов, так как аборигены считались людоедами. В 1789 году британский офицер Арчибальд Блэр основал на Южном Андамане опорный пункт Ост-Индской компании. Племя джарава выступило против завоевателей с луками и стрелами, но подверглось карательным мерам. На этом месте теперь находится административный центр — Порт-Блэр. Андаманцев исследовал британский офицер Морис Видал Портман в 1880-х годах, его команда охотилась на андаманцев, как на диких животных. После многих лет колониального владычества, острова были включены в состав Индии, получившей независимость в 1947 году. Старая часть в Порт-Блэре сохраняет старинный вид, дома в основном двухэтажные, три улочки и монумент в честь жертв колониализма. В городе много представительств разных религиозных конфессий и храмов: индуистские,  
буддийские, кришнаитов, адвентистов и прочие.
Аборигены получают гуманитарную и медицинскую помощь, живут в выделенных для них племенных резервациях, куда ограничен доступ посторонних (из-за длительной самоизоляции аборигенов, у них отсутствует иммунитет ко многим распространённым болезням). Обжитые же побережья в настоящее время заселены индийцами.
Самые старые радиоуглеродные датировки археологических находок культуры андаманцев на Андаманских островах относятся к периоду около 2000 лет назад. Отсутствие более древних свидетельств может быть связано с недостаточным количеством археологических исследований, а также с тем, что андаманцы вели образ жизни полукочевых охотников-собирателей и не создавали постоянных поселений.

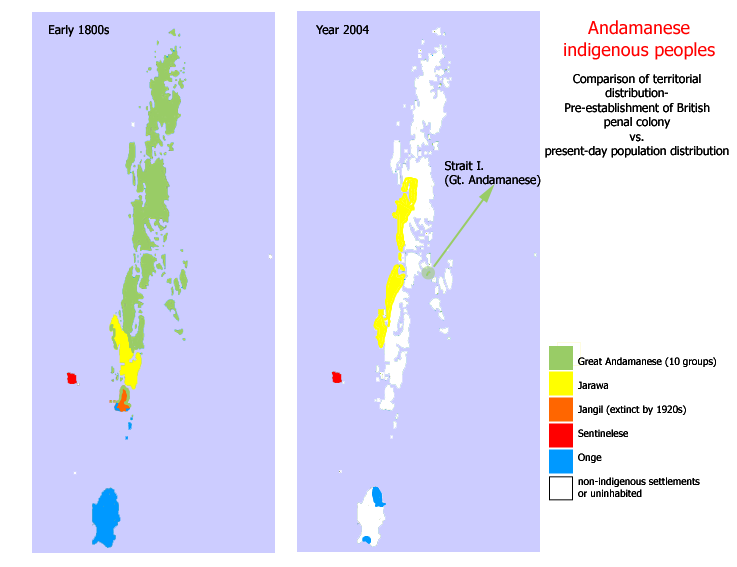
Распространение андаманских народов

## Антропологический тип
Антропологический тип — негритосский (негрито), ветвь австралоидной большой расы.

## Генетические исследования
Генетические исследования, проведенные над образцами из антропологической коллекции, собранной британцами в конце XIX века, показали, что, несмотря на фенотипическое сходство андаманцев с африканскими пигмеями, андаманцы не проявляют особого генетического родства ни с африканцами, ни с индийцами, а их внешнее сходство с африканскими пигмеями, скорее всего является результатом длительной конвергентной эволюции людей в схожих климатических и природных условиях. Исследования мтДНК подтвердили, что андаманцы стали изолированы от остальных народов 40—30 тысяч лет назад и имеют уникальный набор генетических маркеров. В то же время, андаманцы несут исключительно южно-азиатские гаплогруппы мтДНК М, распространенные и у других народов южной Азии, включая индийцев, но являются носителями уникальных гаплотипов мтДНК M2 и M4 (у джарава), М31, М32, подтверждающих их длительную изоляцию от других народов, а также то, что андаманцы являются наиболее древними жителями Южной Азии, а их гаплогруппа мтДНК М2 базальная для части индийцев. По генетической линии мтДНК андаманцы находятся примерно на равном отдалении от жителей Африки южнее Сахары и от современных индийцев.

## Языки и племена
В середине XIX века, когда Андаманские острова стали колонизироваться британцами, насчитывалось 13 языковых групп андаманцев. В результате британской колонизации, политики этноцида и вымирания андаманцев от занесённых с материка инфекционных болезней, к настоящему времени сохранилось только 3 группы: джарава, онге и сентинельцы.
Андаманцы делились на группы (племена):
- северные (ака-кари, ака-кора, ака-боа, ака-джеру, ака-беа — остатки которых, потерявшие свой язык в XX веке, в настоящее время объединились в единое племя (Большие андаманцы),
- южные (онге и джарава)
- сентинельцы и жители острова Рутлэнд (Ратлэнд) (последние вымерли в начале 20-го века)

Известно, что племена северных андаманцев (большие андаманцы) постоянно враждовали с соседним племенем джарава.
Языки: североандаманский (большой андаманский), онге и джарава, делились на ряд диалектов. Эти языки образуют свою собственную андаманскую семью. Существует гипотеза о связи их с папуасскими языками, а также с кусунда и нихали — изолированными языками малых народов Индии и Непала. Кроме деления по лингвистическому признаку они делятся на группы ариото и эремтага, то есть прибрежных и лесных.
Численность племён значительно сократилась с конца XIX века, из-за инфекционных болезней (в том числе сифилиса), занесённых поселенцами, разрушения исконных племенных охотничьих угодий из-за обезлесения и браконьерства.

## Быт

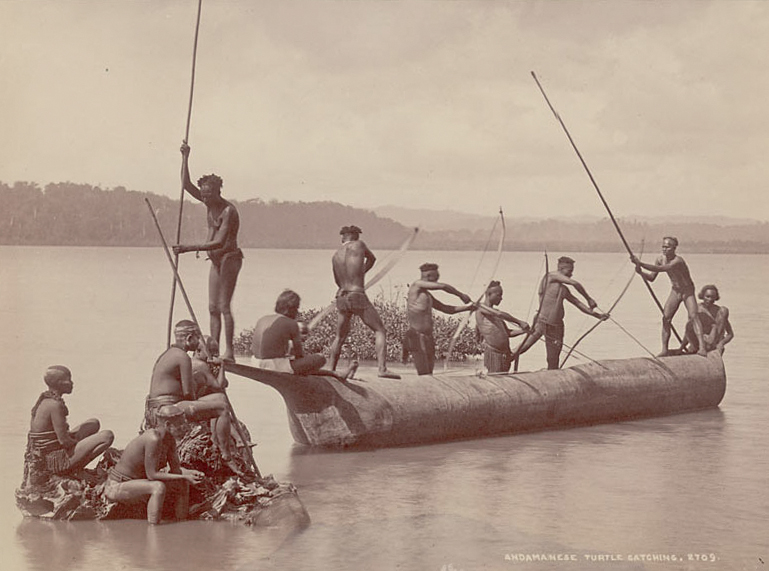
Группа андаманцев охотится на черепах, 1903 год

Занятия береговых андаманцев — ловля морских черепах и рыболовство, лесных — охота, главным образом на диких свиней. Оружие — лук и гарпун, в охоте использовали собак. Дома южных андаманцев — круглые с конической крышей, северных — прямоугольные с двускатной крышей. Лесные обычно жили в большом общем доме целой общиной, береговые — в небольших хижинах отдельными семьями. Юноши до брака жили в мужских домах. До 10 лет дети живут с родителями, а девочки продолжают жить с ними и дольше. Андаманцы не живут на одном месте, а меняют расположение поселений, как это принято у всех охотников-собирателей. Пищу пекут или жарят на открытом огне. Джарава и сентинельцы не ведут сельское хозяйство, оставаясь до настоящего времени охотниками-собирателями "каменного века". Изготавливают примитивную глиняную посуду, используют найденные металлические предметы для изготовления наконечников копий и стрел (при этом навыки ковки и заточки у них также остаются на уровне каменного века).
Традиционная одежда — набедренная повязка из растительного волокна. Онге бреют голову, джарава носят пышную копну. Иногда встречаются усы и бороды. У онге практикуется раскраска лица глиной. Во времена Марко Поло считали, что у андаманцев якобы лица, как у собак, и верили в то, что они каннибалы.

## Социальные отношения
Организация — племенная. Племена делятся на кланы. Сведений об андаманцах мало, но известно, что у них, например, не было сословия вождей и частной собственности. Те, кого европейцы называли вождями, видимо, выполняли другие функции. Половой зрелости достигают в 15 лет, средний возраст вступления в брак — 25 лет. До замужества интимные связи свободны, но после вступления в брак супружеская измена может стоить жизни жене, а иногда и любовнику. Брачная церемония проста. Жених убегает в лес, изображая мнимое колебание, родственники убеждают его вернуться. Он возвращается, садится на колени к невесте, после чего брак считается заключённым. После смерти одного из супругов другой может вступить в брак снова. Хоронят на платформе, где умерший находится 3 месяца (срок траура). Детей хоронят под полом. Кости затем откапывают, дробят и делают из них украшения.

## Духовная культура
Основной культ — культ Пулугу (Билику) и Тараи, духов двух муссонов, летнего и зимнего. С ними связаны представления о смене сезонов и природных явлениях. Культурный герой — Томо (первочеловек, научивший потомков ремеслу). Распространены культы природных духов, магия. Андаманцы верят в то, что души умерших взрослых превращаются в духов природы, а умерших детей — перевоплощаются в новых детей и возвращаются на землю. О религии андаманцев известно очень мало. В мифах есть сходство с австралийскими, предки носят имена животных. Это — следы тотемизма. Некоторые мифы записал Радклифф-Браун. Гораздо больше сведений об анимистических верованиях, которые связаны с деятельностью шаманов (око-джуму или око-паияд). Духи природы представлялись им чаще всего злыми. Духи назывались лау или чауга, Джуру-вин, дух моря, Чол, приносивший солнечный удар, Эрем-чаугала и другие.
Основное развлечение — танцы. Танцуют оба пола, почти каждый день. Танцы однообразны, без музыки, сопровождаются песнями. Есть обычай обмена подарками, который укрепляет дружбу между отдельными родами и племенами, хотя бывают и ссоры. У андаманцев есть легенда о потопе, они верят, что их острова оказались разделёнными потопом, и разделились их племена. С учётом того, что время заселения Андаманских островов датируется от 50 тысяч лет назад (и позже), эта легенда может быть основана на реальных событиях: когда завершился последний ледниковый период, уровень океана значительно повысился из-за таяния ледников.